# Euro Hockey Challenge 2013
Euro Hockey Challenge 2013 byl už třetí ročník Euro Hockey Challenge, který začal 3. dubna 2013 a skončil 21. dubna 2013. Dvanáct nejlepších evropských týmů bylo rozděleno do tří skupin podle žebříčku IIHF. Nasazení zápasů pak probíhalo tak, aby nejlepší týmy hráli se středně silnými, ale ne mezi sebou ani s těmi nejslabšími (nikdy se tak neutkají týmy hrající EHT – CZE, FIN, SWE a RUS). Středně silné týmy hrají zápasy s lepšími i slabšími týmy, ale opět nikoli mezi sebou. Nejslabší dva týmy hrají se středně silnými, ale nikoli s nejsilnějšími. Vítězem EHCH 2013 se stalo Švédsko.

## Rozdělení týmů
| Skupina 1 | Skupina 2 | Skupina 3 | Skupina 4 |
| Rusko     | Česko     | Norsko    | Slovensko |
| Finsko    | Švédsko   | Švýcarsko | Německo   |
| Francie   | Bělorusko | Dánsko    | Lotyšsko  |

Každý tým ze skupiny 1 hraje vždy 2 zápasy s každým týmem ze skupiny 3. 
Každý tým ze skupiny 2 hraje vždy 2 zápasy s každým týmem ze skupiny 4

## Zápasy

### 1. kolo
| 3. dubna 2013 17:30 SEČ | Česko | 4:3 (2:0, 0:2, 2:1) | Lotyšsko | Jindřichův Hradec, Česko Návštěvnost: 4000 |  |

| Report | |          |                                                                                                   |  |
| Jakub Kovář | Jakub Kovář | Brankáři | Maris Jucers                                                                                      |  |
| Vrána (Rachůnek) 10:02' Vrána (Sekáč, Kubát) 13:48' Pech (Rachůnek, Gulaš) 42:15' Kubát (Rachůnek, Mojžíš) 57:51' | Vrána (Rachůnek) 10:02' Vrána (Sekáč, Kubát) 13:48' Pech (Rachůnek, Gulaš) 42:15' Kubát (Rachůnek, Mojžíš) 57:51' |          | Indrašis (Cipulis, Sotnieks) 26:11' Bajaruns (Jass) 34:19' Indrašis (Jekimovs, Jerofejevs) 45:19' |  |

| 3. dubna 2013 19:00 SEČ | Dánsko | 1:3 (0:0, 1:2, 0:1) | Finsko | Gentofte, Dánsko Návštěvnost: 1010 |  |

| Report                                   |                                          |  |                                                                                          |
| Lassen (Carlsen, Maegaard-Scheel) 22:33' | Lassen (Carlsen, Maegaard-Scheel) 22:33' |  | Hagman (Melart, Wirtanen) 31:03' Anttila (Pihlström, Ristolainen) 35:54' Hietanen 59:59' |

| 3. dubna 2013 19:00 SEČ | Švédsko | 6:1 (2:0, 2:1, 2:0) | Slovensko | Osakasharmn, Švédsko Návštěvnost: 3383 |  |

| Report | |  |                                     |
| Rosen (Gynge, Andersén) 00:33' Pettersson (Nilsson) 15:40' Pettersson 30:33' Tömmernes (Axelsson, Lundqvist) 38:16' Lundqvist (Danielsson, Tömmernes) 44:39' Gynge 54:56' | Rosen (Gynge, Andersén) 00:33' Pettersson (Nilsson) 15:40' Pettersson 30:33' Tömmernes (Axelsson, Lundqvist) 38:16' Lundqvist (Danielsson, Tömmernes) 44:39' Gynge 54:56' |  | Sersen (Vydarený, Kukumberg) 25:54' |

| 4. dubna 2013 18:15 SEČ | Česko | 1:0 (1:0, 0:0, 0:0) | Lotyšsko | Jindřichův Hradec, Česko Návštěvnost: 3069 |  |

| Report                            |                |          |              |  |
| Pavel Francouz                    | Pavel Francouz | Brankáři | Maris Jucers |  |
| Nakládal (Rachůnek, Vrána) 07:26' |                |          |              |  |

| 4. dubna 2013 19:30 SEČ | Dánsko | 0:7 (0:2, 0:2, 0:3) | Finsko | Odense, Dánsko Návštěvnost: 2368 |  |

| Report |  |  | |
|        |  |  | Haataja (Viitaluoma) 11:47' Pihlström (Salomäki, Laakso) 15:46' Hagman (Wirtanen) 25:08' Hietanen 31:32' Haataja 42:40' Jormakka (Hagman) 45:36' Pihlström (Jormakka, Kousa) 53:21' |

| 4. dubna 2013 20:00 SEČ | Francie | 2-4 (0:1, 1:3, 1:0) | Norsko | Lyon, Francie Návštěvnost: 3575 |  |

| Report                                            |                                                   |  | |
| Briand 36:47' Guttig (Bachet, Arrossamena) 57:03' | Briand 36:47' Guttig (Bachet, Arrossamena) 57:03' |  | Frøshaug (Lyngseth, Rindal) 08:08' Rindal (Hansen, Roest) 21:42' Frøshaug (Olsen, Bryhnisveen) 29:22' Lindahl (Rindal, Olimb) 38:58' |

| 5. dubna 2013 19:00 SEČ | Bělorusko | 4:3sn (1:1, 1:1, 1:1, 0:0, 1:0) | Německo | Minsk, Bělorusko Návštěvnost: 8500 |  |

| Report | |  |                                                                     |
| Yefimenko (Děnisov, Stas) 18:40' Kitarov (Děnisov, Meleško) 35:33' Yefimenko (Chernook, Kulakov) 42:23' rozhodující nájezd Meleško | Yefimenko (Děnisov, Stas) 18:40' Kitarov (Děnisov, Meleško) 35:33' Yefimenko (Chernook, Kulakov) 42:23' rozhodující nájezd Meleško |  | Müller 10:24' Hinterstocker (Brückner, Mauer) 30:33' Roethke 55:38' |

| 5. dubna 2013 19:30 SEČ | Švédsko | 5:1 (1:1, 0:0, 4:0) | Slovensko | Växjö, Švédsko Návštěvnost: 4318 |  |

| Report | |  |             |
| Kempe (Viklund, Rasmussen) 04:55' Johansson (Thörnberg) 23:18' Danielsson (Tommernes, Lundgren) 33:33' Rosén (Fälth) 34:51' Jämtin (Rosén) 59:47' | Kempe (Viklund, Rasmussen) 04:55' Johansson (Thörnberg) 23:18' Danielsson (Tommernes, Lundgren) 33:33' Rosén (Fälth) 34:51' Jämtin (Rosén) 59:47' |  | Daňo 06:47' |

| 5. dubna 2013 20:00 SEČ | Francie | 3:7 (1:1, 0:3, 2:3) | Norsko | Grenoble, Francie Návštěvnost: 3500 |  |

| Report                                                                                  |                                                                                         |  | |
| Arrossamena (Dusseau, Roussel) 04:55' Treille (Amar, Raux) 23:18' Ritz (Treille) 33:33' | Arrossamena (Dusseau, Roussel) 04:55' Treille (Amar, Raux) 23:18' Ritz (Treille) 33:33' |  | Martinsen (Dahlstrom, Forsberg) 04:55' Dahlstrom (Froshaug, Olsen) 23:18' Froshaug (Bryhnisveen, Holos) 33:33' M.Olimb (K.Olimb) 34:51' Roest (Martinsen) 59:47' Skroder (Forsberg) 34:51' Bryhnisveen (Olsen 59:47' |

| 5. dubna 2013 20:15 SEČ | Švýcarsko | 2:1 (1:0, 0:1, 1:0) | Rusko | Fribourg, Švýcarsko Návštěvnost: 4836 |  |

| Report                                                                     |                                                                            |  |                                  |
| Bieber (Schlumpf, Rüfenacht) 03:47' Walker (Hollenstein, Bodenmann) 50:51' | Bieber (Schlumpf, Rüfenacht) 03:47' Walker (Hollenstein, Bodenmann) 50:51' |  | Šipačev (Kalinin, Pašnin) 27:59' |

| 6. dubna 2013 17:00 SEČ | Bělorusko | 4:2 (0:0, 2:0, 2:2) | Německo | Soligorsk, Bělorusko Návštěvnost: 2000 |  |

| Report | |  |                                    |
| Kaznadej (Kovyršin) 25:22' Stefanovič (Jefimenko, Goroško) 33:38' Kovyršin (Koltsov) 48:48' Kulakov (Kitarov, Chernook) 51:17' | Kaznadej (Kovyršin) 25:22' Stefanovič (Jefimenko, Goroško) 33:38' Kovyršin (Koltsov) 48:48' Kulakov (Kitarov, Chernook) 51:17' |  | Müller 46:25' Ebner (Sturm) 59:51' |

| 6. dubna 2013 17:15 SEČ | Švýcarsko | 4:3 (1:1, 0:0, 3:2) | Rusko | Winterthur, Švýcarsko Návštěvnost: 3100 |  |

| Report                                                                                               | |  |                                                                                           |
| Bodenmann (Walker, Gunten) 25:22' Šimek 33:38' Bieber (Gunten, Blum) 48:48' Stancescu (Šimek) 51:17' | Bodenmann (Walker, Gunten) 25:22' Šimek 33:38' Bieber (Gunten, Blum) 48:48' Stancescu (Šimek) 51:17' |  | Kiselevič (Pivtsakin) 25:22' Plotnikov (Belov, Kazionov) 33:38' Pivtsakin (Awerin) 48:48' |

### 2. kolo
| 7. dubna 2013 16:00 SEČ | Lotyšsko | 1:2 (0:0, 0:0, 1:2) | Švédsko | Riga, Lotyšsko Návštěvnost: 3835 |  |

| Report                     |                            |  |                                                                  |
| Džeriņš (Jakovļevs) 45:55' | Džeriņš (Jakovļevs) 45:55' |  | Fälth (Thörnberg), (Lundqvist) 42:44' Viklund (Lundqvist) 47:44' |

| 8. dubna 2013 18:30 SEČ | Lotyšsko | 0:6 (0:1, 0:3, 0:2) | Švédsko | Riga, Lotyšsko Návštěvnost: 2928 |  |

| Report |  |  | |
|        |  |  | Janmark-Nylén (Johansson), (Thörnberg) 13:50' Jämtin (Gynge, Rosén) 30:10' Nilsson (Jämtin, Rosén) 32:57' Forsberg (Rasmusson, Tömmernäs) 33:15' Granström (Forsberg, Carlsson) 51:34' Thörnberg (Janmark-Nylén, Axelsson) 52:53' |

| 10. dubna 2013 19:45 SEČ | Švýcarsko | 6:1 (2:0, 1:1, 3:0) | Francie | Lausanne, Švýcarsko Návštěvnost: 2922 |  |

| Report | |  |                          |
| Stancescu (Bieber, Šimek) 04:20' Hollenstein (Suri) 09:21' Bodenmann (Hollenstein) 27:05' Hollenstein (Bürgler, Gunten) 44:00' Bieber (Vauclair, Grossmann) 44:18' Bodenmann (Hollenstein, Blum) 46:12' | Stancescu (Bieber, Šimek) 04:20' Hollenstein (Suri) 09:21' Bodenmann (Hollenstein) 27:05' Hollenstein (Bürgler, Gunten) 44:00' Bieber (Vauclair, Grossmann) 44:18' Bodenmann (Hollenstein, Blum) 46:12' |  | Terrier (Roussel) 35:24' |

| 12. dubna 2013 17:30 SEČ | Bělorusko | 0:3 (0:0, 0:2, 0:1) | Slovensko | Žlobin, Bělorusko Návštěvnost: 2100 |  |

| Report |  |  |                                                                                            |
|        |  |  | Miklík (Bližňák, Sýkora) 21:36' Bartek (Mihálik) 34:41' Brejčák (Radivojevič, Dano) 55:58' |

| 12. dubna 2013 19:00 SEČ | Norsko | 3:1 (0:0, 0:1, 3:0) | Finsko | Lillehammer, Norsko Návštěvnost: 1542 |  |

| Report                                                                         |                                                                                |  |                                  |
| Skrøder (Olimb, Hansen) 40:32' Olimb (Hansen, Skrøder) 57:06' Dahlstrom 59:07' | Skrøder (Olimb, Hansen) 40:32' Olimb (Hansen, Skrøder) 57:06' Dahlstrom 59:07' |  | Osala (Hietanen, Mäenpää) 25:52' |

| 12. dubna 2013 19:30 SEČ | Dánsko | 0:3 (0:0, 0:1, 0:2) | Rusko | Aalborg, Dánsko Návštěvnost: 2936 |  |

| Report |  |  |                                                                      |
|        |  |  | Glukov (Dadonov) 32:38' Glukov 44:00' Pankov (Širokov, Rylov) 52:05' |

| 12. dubna 2013 20:15 SEČ | Německo | 1:3 (0:1, 1:2, 0:0) | Česko | Regensburg, Německo Návštěvnost: 3650 |  |

| Report                              |                                     |  |                                                                                      |
| Maurer (Patrick, Lindlbauer) 37:14' | Maurer (Patrick, Lindlbauer) 37:14' |  | Rachůnek (Koukal) 19:59' Roman (Orsava, Kutlák) 28:45' Mojžíš (Kašpar, Hertl) 32:36' |

| 12. dubna 2013 20:15 SEČ | Švýcarsko | 1:3 (1:0, 0:0, 0:3) | Francie | Porrentruy, Švýcarsko Návštěvnost: 2633 |  |

| Report                           |                                  |  |                                                                                             |
| Vauclair (Cunti, Bürgler) 11:56' | Vauclair (Cunti, Bürgler) 11:56' |  | Da Costa (Besch, Lamperier) 48:42' Ritz (Claireaux, Bachet) 51:50' Meunier (Treille) 59:56' |

| 13. dubna 2013 16:00 SEČ | Norsko | 1:5 (1:2, 0:2, 0:1) | Finsko | Lillehammer, Norsko Návštěvnost: 1571 |  |

| Report                       |                              |  | |
| Holos (Olimb, Lovlie) 09:37' | Holos (Olimb, Lovlie) 09:37' |  | Viitaluoma 00:16' Mäenpää (Hietanen) 13:18' Haataja (Viitaluoma, Mäenpää) 21:49' Haataja 27:54' Pihlström (Väänänen) 45:19' |

| 13. dubna 2013 16:00 SEČ | Bělorusko | 4:3 (2:0, 1:1, 1:2) | Slovensko | Bobrjusk, Bělorusko Návštěvnost: 5860 |  |

| Report | |  |                                                                           |
| Andrušenko (Šinkevič, Kovyršin) 17:00' Demkov (Kisly, Filiškin) 18:44' Andrušenko (Kisly) 23:34' Kulakov (Chernook, Jefimenko) 48:11' | Andrušenko (Šinkevič, Kovyršin) 17:00' Demkov (Kisly, Filiškin) 18:44' Andrušenko (Kisly) 23:34' Kulakov (Chernook, Jefimenko) 48:11' |  | Ölvecký (Bartek) 39:51' Stümpel (Mezei) 43:51' Mihalik (Kukumberg) 55:45' |

| 13. dubna 2013 17:00 SEČ | Německo | 1:3 (0:0, 1:2, 0:1) | Česko | Selb, Německo Návštěvnost: 4082 |  |

| Report                            |                                   |  |                                                                                     |
| Müller (Sturm, Greilinger) 31:45' | Müller (Sturm, Greilinger) 31:45' |  | Hertl (Tenkrát) 22:02' Kašpar (Hertl, Tenkrát) 28:05' Pech (Rachůnek, Gulaš) 48:54' |

| 13. dubna 2013 17:00 SEČ | Dánsko | 3:2pp (2:1, 0:1, 0:0, 1:0) | Rusko | Rodovre, Dánsko |  |

| Report                                             |                                                    |  |                                              |
| Storm (Madsen) 03:35' Poulsen 17:04' Madsen 60:43' | Storm (Madsen) 03:35' Poulsen 17:04' Madsen 60:43' |  | Averin (Glukov, Rylov) 00:55' Dadonov 31:09' |

### 3. kolo
| 18. dubna 2013 17:30 SEČ | Finsko | 2:1 (0:1, 2:0, 0:0) | Švýcarsko | Pori, Finsko Návštěvnost: 4145 |  |

| Report                                                     |                                                            |  |                                  |
| Laakso (Wirtanen) 26:50' Salminen (Hagman, Haataja) 30:43' | Laakso (Wirtanen) 26:50' Salminen (Hagman, Haataja) 30:43' |  | Bodenmann (Gunten, Cunti) 01:58' |

| 18. dubna 2013 18:00 SEČ | Česko | 2:3 (1:0, 1:1, 0:2) | Slovensko | Praha, Česko Návštěvnost: 5148 |  |

| Report                                  |                                         |  |                                                                                                |
| Novotný 19:41' Novotný (Hubáček) 23:06' | Novotný 19:41' Novotný (Hubáček) 23:06' |  | Sýkora (Radivojevič) 26:26' Surový (Ölvecký, Sloboda) 50:30' Miklík (Záborský, Bližňák) 53:26' |

| 19. dubna 2013 17:30 SEČ | Finsko | 4:5sn (1:1, 1:1, 2:2, 0:0, 0:1) | Švýcarsko | Hämeenlinna, Finsko Návštěvnost: 4618 |  |

| Report                                                                                          |                                                                                                 |  | |
| Pihlström 02:15' Jormakka (Salminen) 28:53' Sallinen (Anttila) 43:06' Aaltonen (Pesonen) 58:40' | Pihlström 02:15' Jormakka (Salminen) 28:53' Sallinen (Anttila) 43:06' Aaltonen (Pesonen) 58:40' |  | Cunti (Hollenstein) 18:16' Bodenmann (Hollenstein, Gunten) 28:13' Bieber (Rüfenacht) 50:47' Suri 57:31' rozhodující nájezd Stancescu |

| 19. dubna 2013 19:00 SEČ | Norsko | 3:2 (1:0, 1:1, 1:1) | Rusko | Stavanger, Norsko Návštěvnost: 3024 |  |

| Report                                                                                     |                                                                                            |  |                                                              |
| Spets (Roest, Ask) 13:34' Thoresen (Olimb, Haugen) 36:17' Thoresen (Skroder, Trygg) 57:07' | Spets (Roest, Ask) 13:34' Thoresen (Olimb, Haugen) 36:17' Thoresen (Skroder, Trygg) 57:07' |  | Mozjakin (Radulov, Šipačev) 28:47' Kalinin (Birjukov) 41:10' |

| 19. dubna 2013 19:30 SEČ | Lotyšsko | 0:3 (0:2, 0:1, 0:0) | Bělorusko | Riga, Lotyšsko Návštěvnost: 3636 |  |

| Report |  |  |                                                                                               |
|        |  |  | Jefimenko (Stefanovič, Stas) 07:45' Jefimenko (Stefanovič) 12:14' Meleško (Stefanovič) 23:03' |

| 19. dubna 2013 20:00 SEČ | Francie | 2:5 (0:1, 0:3, 2:1) | Dánsko | Caen, Francie Návštěvnost: 1000 |  |

| Report                                                          |                                                                 |  | |
| Treille (Auvitu, Desrosiers) 07:45' Guttig (Raux, Janil) 12:14' | Treille (Auvitu, Desrosiers) 07:45' Guttig (Raux, Janil) 12:14' |  | Jensen (Hersby, Storm) 07:24' Starkov (Green, Nielsen) 20:57' Jensen (Bjorkstrand) 30:46' Starkov (Jensen, Hardt) 33:56' Poulsen (Storm) 56:11' |

| 20. dubna 2013 14:15 SEČ | Švédsko | 8:0 (6:0, 2:0, 0:0) | Německo | Krefeld, Švédsko Návštěvnost: 5500 |  |

| Report |
| Andersson 04:04' Pettersson (Danielsson) 11:55' Viklund (Arlbrant, Jämtin) 14:10' Ahnelöv (Omark, Lundqvist) 14:35' Ridderwall (Andersson) 15:48' Arlbrant (Danielsson, Viklund) 19:03' Axelsson (Omark, Lundqvist) 20:29' Hjalmarsson (Arlbrant, Fälth) 35:31' |

| 20. dubna 2013 16:00 SEČ | Norsko | 0:2 (0:0, 0:1, 0:1) | Rusko | Stavanger, Norsko Návštěvnost: 3222 |  |

| Report |  |  |                                                              |
|        |  |  | Tichonov (Zajtsev, Birjukov) 38:43' Radulov (Šipačev) 48:00' |

| 20. dubna 2013 17:00 SEČ | Lotyšsko | 4:1 (1:0, 2:1, 1:0) | Bělorusko | Riga, Lotyšsko Návštěvnost: 3228 |  |

| Report | |  |                                |
| Cipulis (Dārziņš, Sprukts) 11:35' Sprukts (Cipulis, Dārziņš) 25:59' Štāls (Širokovs) 31:13' Pujacs (Freibergs, Cipulis) 59:57' | Cipulis (Dārziņš, Sprukts) 11:35' Sprukts (Cipulis, Dārziņš) 25:59' Štāls (Širokovs) 31:13' Pujacs (Freibergs, Cipulis) 59:57' |  | Kisly (Stas, Jefimenko) 29:35' |

| 20. dubna 2013 19:00 SEČ | Slovensko | 3:0 (0:0, 1:0, 2:0) | Česko | Bratislava, Slovensko Návštěvnost: 9890 |  |

| Report                                                                            |
| Bartek (Surový, Ölvecký) 21:26' Hudáček (Kukumberg) 43:08' Surový (Bartek) 59:36' |

| 20. dubna 2013 21:00 SEČ | Francie | 2:3sn (2:0, 0:1, 0:1, 0:0, 0:1) | Dánsko | Amiens, Francie Návštěvnost: 2017 |  |

| Report                                                      |                                                             |  |                                                                       |
| Bachet (Berthon) 08:36' Bachet (Desrosiers, Meunier) 12:50' | Bachet (Berthon) 08:36' Bachet (Desrosiers, Meunier) 12:50' |  | Bjorkstrand (Kristensen) 29:05' Storm 44:58' rozhodující nájezd Staal |

| 21. dubna 2013 14:45 SEČ | Německo | 5:2 (1:2, 2:0, 2:0) | Švédsko | Frankfurt nad Mohanem, Německo Návštěvnost: 3152 |  |

| Report | |  |                                                                           |
| Köppchen (Goc, Christoph) 18:28' Christoph (Goc, Köppchen) 31:34' Frank (Müller, Lewandowski) 33:57' Hager (Frank, Wolf) 41:16' Goc 58:48' | Köppchen (Goc, Christoph) 18:28' Christoph (Goc, Köppchen) 31:34' Frank (Müller, Lewandowski) 33:57' Hager (Frank, Wolf) 41:16' Goc 58:48' |  | Hjalmarsson (Danielsson, Jämtin) 17:12' Nilsson (Rosén, Andersson) 19:18' |

## Tabulka
| Poř. | Tým       | Z | V | VP | PP | P | Skóre | B  |
| ---- | --------- | - | - | -- | -- | - | ----- | -- |
| 1    | Švédsko   | 6 | 5 | 0  | 0  | 1 | 29:8  | 15 |
| 2    | Finsko    | 6 | 4 | 0  | 1  | 1 | 22:11 | 13 |
| 3    | Norsko    | 6 | 4 | 0  | 0  | 2 | 18:15 | 12 |
| 4    | Česko     | 6 | 4 | 0  | 0  | 2 | 13:11 | 12 |
| 5    | Švýcarsko | 6 | 3 | 1  | 0  | 2 | 19:14 | 11 |
| 6    | Bělorusko | 6 | 3 | 1  | 0  | 2 | 16:15 | 11 |
| 7    | Slovensko | 6 | 3 | 0  | 0  | 3 | 14:17 | 9  |
| 8    | Rusko     | 6 | 2 | 0  | 1  | 3 | 13:12 | 7  |
| 9    | Dánsko    | 6 | 1 | 2  | 0  | 3 | 12:19 | 7  |
| 10   | Německo   | 6 | 1 | 0  | 1  | 4 | 12:24 | 4  |
| 11   | Francie   | 6 | 1 | 0  | 1  | 4 | 13:26 | 4  |
| 12   | Lotyšsko  | 6 | 1 | 0  | 0  | 5 | 8:17  | 3  |

Z = Odehrané zápasy; V = Výhry; VP = Výhry v prodloužení/nájezdech; PP = Prohry v prodloužení/nájezdech; P = Prohry; B = Body